# Paul Pressey
Paul Matthew Pressey (né le 24 décembre 1958 à Richmond, Virginie) est un joueur puis entraîneur américain de basket-ball. Pressey fut le premier joueur à être considéré comme un véritable point forward, combinant les qualités de meneur et d'un ailier. Alors qu'il jouait au poste d'ailier avec les Bucks de Milwaukee, Pressey dirigeait souvent le jeu, étant même le meilleur passeur de l'équipe cinq saisons de suite, de 1985 à 1989.
Pressey, ainsi que John Johnson et Oscar Robertson, furent des modèles pour les autres joueurs qui avaient les mêmes caractéristiques.
Peu avant le début de la saison 1992-1993, il rejoint les Warriors de Golden State pour occuper un poste d'entraîneur assistant, poste qu'il quitte peu après pour signer un contrat en tant qu'agent libre avec ce club afin d'aider celui-ci confronté à une série de blessés. Toutefois, lui-même blessé, il ne joue finalement que dix-huit rencontres.
Il retrouve un poste d'assistant chez les Warriors lors de la saison suivante. Il fait ensuite partie de l'encadrement des Spurs de San Antonio de 1994 à 2000, puis du Magic d'Orlando jusqu'en 2004 et des Celtics de Boston de 2004 à 2006. La saison suivante, il occupe un poste de scout pour ces derniers.
En 2007, il rejoint les Hornets de la Nouvelle-Orléans. Après trois passées au poste d'assistant, il rejoint en juillet 2010 les Cavaliers de Cleveland
Sa fille Angie évolua avec les Golden Bears de Californie de l'université de Californie et fut membre de l'équipe de volleyball demi-finaliste du tournoi NCAA 2007. Ses deux fils Matthew et Phil ont joué au basket-ball en NCAA avec les  Tigers du Missouri de l'université du Missouri.